# George Chichester (3e marquis de Donegall)
George Hamilton Chichester (10 février 1797 - 20 octobre 1883) est un propriétaire terrien anglo-irlandais, un courtisan et un homme politique. Il est vice-chambellan de la Maison de 1830 à 1834 et de 1838 à 1841 et capitaine des Yeomen de la Garde de 1848 à 1852. Anobli de plein droit en 1841, il est également lord-lieutenant d'Antrim de 1841 à 1883 et est fait chevalier de Saint-Patrick en 1857.

## Biographie
Il est né à Great Cumberland Place, à Londres, fils aîné de George Chichester (2e marquis de Donegall) de son épouse Anna May, fille de Edward May, deuxième baronnet. Il fait ses études au collège d'Eton et à Christ Church, Oxford, avant de servir pendant un certain temps en tant que capitaine du 11th Hussars. Il est connu sous le titre de courtoisie de vicomte Chichester de sa naissance jusqu'en 1799 et comme comte de Belfast de 1799 à 1844 .

## Carrière politique
En 1818, il est élu à la Chambre des communes comme député de Carrickfergus  et, deux ans plus tard, il représente Belfast . En juillet 1830, il est admis au Conseil privé et est nommé vice-chambellan de la Maison dans l'administration conservatrice du duc de Wellington. En août, il est réélu au Parlement pour Antrim . Il demeure vice-chambellan après que lord Grey ait formé son gouvernement Whig en novembre 1830. En 1831, il est fait chevalier grande croix de l'ordre royal des Guelfes. Il demeure vice-chambellan jusqu'en 1834, les derniers mois sous la présidence de lord Melbourne. En 1837, il est à nouveau réélu au Parlement pour Belfast . Il n'a pas initialement servi dans la seconde administration de Melbourne, mais en 1838, il redevient vice-chambellan. Il démissionne à la chute du gouvernement en 1841  et, au cours de la même année, il se présente sans succès à Belfast en tant que candidat libéral. Il est élevé à la pairie du Royaume-Uni comme Baron Ennishowen et Carrickfergus, d'Inishowen dans le comté de Donegal et de Carrickfergus dans le comté d'Antrim. Il a siégé à la Chambre des lords à Westminster pendant trois ans sous ce titre avant de succéder à son père comme marquis en 1844 .
Il n'a pas servi avec lord John Russell lors de sa première administration, mais en 1848, il est revenu au gouvernement en tant que capitaine des Yeomen de la Garde. Il démissionne avec le reste du gouvernement Whig au début de 1852. En plus de sa carrière politique, il est également lord-lieutenant d'Antrim de 1841 à 1883. En 1857, il est fait chevalier de l'ordre de St Patrick ,. Au moment de sa mort en 1883, il est le membre le plus âgé du Conseil privé.

## Famille
Il épouse Harriet Anne Butler, fille de Richard Butler (1er comte de Glengall), en 1822. Ils ont trois enfants:
- Harriet Augusta Anna Seymourina Chichester (décédée le 14 avril 1898), mariée à Anthony Ashley-Cooper (8e comte de Shaftesbury)
- George Augustus Chichester, vicomte Chichester (26 mai 1826-18 juin 1827)
- Frederick Richard Chichester, comte de Belfast (25 novembre 1827-11 février 1853), décédé à Naples, célibataire

Après la mort de sa première femme en septembre 1860, il épouse Harriett Graham, fille de Bellingham Reginald Graham, 7e baronnet et veuve de Frederick Ashworth en 1862. Il n'y a pas d'enfants de ce mariage. Lord Donegall décède à Brighton, dans le Sussex, en octobre 1883, à l'âge de 86 ans et est enterré à Belfast . Comme ses deux fils l'avaient précédé dans la tombe, la plus grande partie des domaines du Donegall passent à sa fille unique, lady Harriet Augusta Anna Seymourina Chichester, épouse du 8e comte de Shaftesbury. La baronnie d'Ennishowen et Carrickfergus est éteinte avec lui, alors qu'il est remplacé comme marquis par son frère cadet, lord Edward Chichester (4e marquis de Donegall). La marquise de Donegall est décédée en mars 1884 .